# Carles Blasi Vidal
Carles Blasi Vidal est un homme politique andorran, né le 21 février 1964. Il est membre du Parti social-démocrate (Andorre).